# Мокриж
Мокриж (рос. Мокрыж) — присілок в Желєзногорському районі Курської області Російської Федерації.
Населення становить 105 осіб. Входить до складу муніципального утворення Снецька сільрада.

## Історія
Населений пункт розташований на території українського етнічного та культурного краю Східна Слобожанщина.
Від 2004 року входить до складу муніципального утворення Снецька сільрада.

## Населення
| 1862 | 1883 | 1897 | 1905 | 1979 | 2002 | 2010 |
| ---- | ---- | ---- | ---- | ---- | ---- | ---- |
| 304  | ↗504 | ↗546 | ↘477 | ↘275 | ↘124 | ↘105 |